# Świętoszyn
Świętoszyn (niem. Schwentroschine, Waldheide (1939–1945)) – wieś w Polsce położona w województwie dolnośląskim, w powiecie milickim, w gminie Milicz.

## Podział administracyjny
W latach 1975–1998 miejscowość administracyjnie należała do województwa wrocławskiego.

## Położenie
Miejscowość znajduje się wewnątrz dużego kompleksu leśnego i jest otoczona stawami.